# Anoplodactylus longiceps
Anoplodactylus longiceps är en havsspindelart som beskrevs av Stock, J.H. 1951. Anoplodactylus longiceps ingår i släktet Anoplodactylus och familjen Phoxichilidiidae. Inga underarter finns listade i Catalogue of Life.